# Lan Yu
Lan Yu (蓝宇 în chineză, Lán Yǔ în romanizarea pinyin) este un film chinezesc de regizorul din Hong Kong, Stanley Kwan. Filmul, realizat în 2001, este o poveste de dragoste între doi bărbați din Beijing în anii 1980 și 1990. Este printre singurele filme din China cu tematică gay. Deși majoritatea actorilor filmului sunt din Republica Populară Chineză, Lan Yu este interzis acolo. Totuși, a câștigat multe premii în Hong Kong și Taiwan, unde a avut mare succes mai ales în comunitatea LGBT.